# Jacques Queinnec (1885-1956)
Pour les articles homonymes, voir Jacques Queinnec.
Jacques Queinnec ou Gabriel François Jacques Louis Marie Queinnec, né le 7 octobre 1885 à Saint-Thégonnec (Finistère) et mort le 6 avril 1956 à Pont-l'Abbé (Finistère), est un notaire et un homme politique français, député du Finistère de 1928 à 1932 et sénateur du Finistère de 1937 à 1945.

## Biographie
Fils de Yves François Marie Queinnec, négociant, et de Marie Louise Olive Caroff, il était aussi un descendant d'une famille de juloded, vivant au manoir de Kermorvan en Guiclan, qui a compté plusieurs élus par le passé, dont Jacques Queinnec, député du Finistère à la Convention en 1792, puis au Conseil des Cinq-Cents et plusieurs maires de Guiclan. Après des études à la faculté de droit de Paris, il participa à la Première Guerre mondiale, recevant la Croix de guerre. Gabriel Queinnec s'installe comme notaire à Pont-l'Abbé, y animant de nombreuses œuvres sociales et sportives comme des patronages, des jardins ouvriers, etc. En 1919, il est élu conseiller municipal de Pont-l'Abbé, puis en 1922 conseiller d'arrondissement et en 1932 conseiller général du Finistère. Il se marie le 4 février 1929 à Morlaix avec Anne Jeanne Françoise Larchier.
En 1928, il est élu député, battant le député sortant radical-socialiste Georges Le Bail, maire de Plozévet, combattant le Cartel des gauches, mais est battu à son tour en 1932 par le fils du précédent, Albert Le Bail. Battu à nouveau en 1936 par ce dernier, il est élu sénateur le 27 avril 1937, en battant un candidat radical-socialiste, et réélu brillamment le 23 octobre 1938, siégeant parmi les Républicains indépendants et s'opposant au Front populaire, refusant la mainmise de l'État sur la vie économique et sociale, mais partisan du renforcement de la Société des Nations. Membre de la Commission de la Marine, il s'intéressa aussi aux questions juridiques. Le 10 juillet 1940, il fit partie des parlementaires français qui votèrent les pleins pouvoirs au maréchal Pétain. Il fut brièvement maire de Pont-l'Abbé entre le 11 janvier 1943 et le 6 août 1944.

## Source
- « Jacques Queinnec (1885-1956) », dans le Dictionnaire des parlementaires français (1889-1940), sous la direction de Jean Jolly, PUF, 1960 [détail de l’édition]